# Rafael García Mouton
Rafael García Mouton (Gijón, 1896 -Madrid, ¿?) fue un funcionario consular español conocido por sus acciones a favor de los judíos durante la Segunda Guerra Mundial.

## Biografía
Fue hijo de Rafael García Fernández-Vallín y María Mouton (-1936). A los ocho años se trasladó a Madrid junto con su familia y regresó a su ciudad natal a los catorce para estudiar como alumno interno del  Colegio de la Inmaculada, mientras jugaba al fútbol en el Real Sporting de Gijón
Estudió derecho en la Universidad de Oviedo.
En abril de 1923, por influencia de Santiago Alba, fue nombrado canciller del Consulado de España en París. A finales de 1932 o principios de 1933 (antes del 7 de enero de este último) en la madrileña iglesia de San Sebastián contrajo matrimonio con Elvira Steen y Contel, joven que frecuentaba los círculos de la sociedad madrileña de los años 1920. Era hija del ingeniero sueco Axel Steen y Elvira Contel Valori (-1940), antes casada con N. Sánchez Pantoja.
Durante la Segunda Guerra Mundial, ayudó a pasar a España a cientos de personas de origen judío perseguidas durante la ocupación alemana de Francia. Este trabajo lo realizaría junto al cónsul general de España en París, Bernardo Rolland. Entre las personas rescatadas se encontraban distintos miembros de la familia Carasso, propietarios de Danone.

Durante los años de entreguerras, así como durante la Segunda Guerra Mundial, fue bien conocido en los medios artísticos de París. Manuel Ángeles Ortiz, pintor y amigo de Federico García Lorca, decía de García Mouton:
Mucho le deben los españoles del exilio a este hombre abierto y generoso, dispuesto siempre a eximirlos de cualquier responsabilidad sospechada a riesgo de saltarse las ordenanzas oficiales en los años más difíciles.
Posteriormente, con la victoria del bando sublevado continuó siendo canciller del Consulado de España en París hasta su jubilación.
Moría en Madrid, siendo ya viudo.

### Individuales
1. ↑  «María Mouton». ABC (periódico). 10 de marzo de 1936. p. 41.
2. ↑  «De sociedad. Ecos diversos». ABC (periódico). 24 de abril de 1923. «Ha sido nombrado canciller del Consulado de España en París el joven abogado gijonés Rafael García Mouton».
3. ↑  «La vida del Gran Mundo. Los diplomáticos». La Acción. 24 de abril de 1923. p. 2. «Ha sido nombrado canciller del Consulado de España en París, el joven abogado don Rafael García Moutón, de distinguida familia de Gijón».
4. ↑  «Annuaire du commerce Didot-Bottin». Annuaire du commerce Didot-Bottin (en francés): 30. 1928. Consultado el 2 de agosto de 2023.
5. ↑  «Fútbol». Heraldo de Madrid. 16 de abril de 1929. p. 12.
6. ↑  «La fête nationale espagnole est célébrée à Paris». Le Petit Parisien. 19 de julio de 1943. p. 3.
7. ↑  «Dietario mundano. Enlace de la señorita de Steen con el señor García Mouton». La Nación (1925-1936). 7 de enero de 1933. p. 11.
8. ↑  M. (30 de junio de 1926). «Gran Mundo. Ecos de sociedad diversos.». Blanco y Negro (revista). p. 67. «Medio extranjera, medio española, brilla con luz propia en los círculos sociales de la corte, desde hace muy poco tiempo (puesto que acaba de cumplir la inverosímil edad de diez y ocho años), esta deliciosa criatura, hecha de nácar y de rosas, que se llama Elvira Steen. Tiene la gracia de una madrileña castiza..., y acaso el alma soñadora de «Gretchen" de allende el Rin.»
9. ↑  M. (6 de abril de 1926). «La animación en los hoteles. Los lunes del Ritz». La Época (Madrid) (26.921). p. 1. «En otras mesas, los vizcondes de Valoría, con sus hermanas las señoritas de Toreno; el ministro de Polonia y la condesa Sobanska, la señorita Elvira Steen, mezcla de sueca y de española, muy guapa».
10. ↑  «En Valdelatas. La Reina Victoria Eugenia inaugura dos pabellones. La concurrencia». La Nación (1925-1936). 27 de mayo de 1927. p. 8. «Entre los concurrentes recordamos a la duquesa de la Victoria, marquesas de Argüelles y de Miraflores, condesas de Torre Arias, de Romanones y de Lebrija presidenta ésta última del Patronato de Sevilla; señora de Codina y señoritas de Codina, Elvira Steen y Eloísa Lussón».
11. ↑  «Dietario mundano. En casa de la señora condesa de Alpuente». La Nación (1925-1936). 10 de enero de 1928. p. 4. «Son ellas las señoritas Sáenz Heredia (Angelita), Isi Asúa, Elvira Steen, Pilar Dohnke y Elvirita Molín, y entre ellos están Javier Azpiroz, hijo de la condesa de Alpuente».
12. ↑  Bureau of Foreign and Domestic Commerce (1926). Ice-making and Cold-storage Plants in Continental Europe: Reports of American Consular Officers (en inglés). U.S. Government Printing Office. p. 93. Consultado el 2 de agosto de 2023.
13. ↑  Revista veterinaria de España. 1917. p. 526. Consultado el 2 de agosto de 2023.
14. ↑  «Elvira Contel». ABC (periódico). 7 de abril de 1940. p. 23.
15. ↑  «De sociedad». El Liberal (Madrid). 13 de marzo de 1905. p. 4. «Se ha verificado la boda de la encantadora señora doña Elvira Contel, viuda de
Sánchez Pantoja, con M. Axel Steen, distinguido ingeniero alemán».
16. ↑  Lisbona, 2015, p. 294.
17. ↑  Lisbona, 2015, p. 291.
18. ↑  Prieto Barral, María Fortunata (13 de agosto de 1978). «Manuel Ángeles Ortiz o la nostalgia de Granada.». ABC  (periódico), Los Domingos de ABC. p. 7 [79].